# Steuer-Journal
Steuer-Journal ist ein seit 2003 erscheinendes Fachmagazin für aktuelle Entwicklungen im Steuerrecht aus dem Fachverlag der Verlagsgruppe Handelsblatt (Düsseldorf). Es wird 14-täglich herausgegeben und erscheint mittwochs.
Der Inhalt der 48 Seiten umfassenden Zeitschrift gliedert sich in die Bereiche Steuern, Bilanzen, Beratung und Recht. 
Urteile und Verwaltungsanweisungen erscheinen dabei als kommentierte Kurzfassungen, komplexe Themen und Sachverhalte werden in Aufsätzen aufbereitet. Besonderen Wert wird, so der Verlag, auf die Darstellung von Beratungskonsequenzen aus den Urteilen gelegt, die es dem Leser ermöglichen soll, „die Ergebnisse sofort in der Praxis umzusetzen“. 
Die zum Fachmagazin gehörende Website bietet Abonnenten die Möglichkeit, Urteile und Verwaltungsanweisungen im Volltext zu lesen und gezielt weitere Detailinformationen abzurufen. Des Weiteren steht für Abonnenten ein personalisierter News-Dienst zur Verfügung.  
Das Angebot von steuer-journal richtet sich nach Eigenangaben des Verlags vor allem an Steuerberater und Steuerfachkräfte in Sozietäten, Einzelpraxen und Unternehmen.
Mit der Ausgabe Januar 2010 ist das Steuer-Journal in der Zeitschrift Steuerberater-Woche aufgegangen.